# Obizzo II d'Este
Obizzio II d'Este (ca. 1247 - 13 februari 1293) was markgraaf van het latere hertogdom Ferrara en van Ancona.

## Beginjaren
Obizzo was een bastaard van Rinaldo I d'Este, uit een relatie van hem met een Napolitaanse wasvrouw. Kort na zijn geboorte werd hij samen met zijn moeder weggestuurd uit Ferrara en ze vestigden zich gezamenlijk in Ravenna.
Door zijn toestand was Obizzio voorbestemd tot een minder leven, dan de rest van zijn vaders familie. Deze situatie veranderde plots in 1251. Zijn vader Rinaldo was sinds 1238 een gijzelaar van keizer Frederik I. Rinaldo werd samen met zijn onvruchtbare vrouw, Adelaida da Romana, vergiftigd. Zonder enige andere zonen in lijn, was Obizzio's grootvader Azzio VII, genoodzaakt om Obizzio te kiezen tot zijn erfgenaam. Obizzio werd in 1252 gelegitimeerd door de paus, nadat zijn moeder was verdronken in de Adriatische Zee.

## Heerser van Ferrara
Obizzo werd in 1264 geïnstalleerd als heerser van Ferrara, heer van Modena in 1288 en van Reggio in 1289. Het land breidde al snel onder zijn gezag uit.
Obizzo werd waarschijnlijk opgevolgd door zijn zoon Azzo VIII d'Este, zonder dat hij een erfgenaam had aangewezen. Azzo VIII voerde als oudste zoon de macht uit over Ferrara. Maar zijn broers Aldobrandino en Francesco raakten in geschil met hem over dit eerstgeboorterecht. Ten slotte verdeelde ze de landen. Azzo bleef in Ferrara, Aldobrandino kreeg Modena en Francesco verkreeg Reggio Emilia.

## Huwelijk en kinderen
In 1263 trouwde Obbizo als eerste met Giacomina, een nicht van paus Innocentius IV. Zij kregen samen vijf kinderen:
- Azzo VIII, volgde hem later op (1263 - 1308)
- Beatrice, trouwde later met Galeazzo I Visconti
- Maddalena
- Aldobrandino II
- Francesco